# Jaroslav Kotásek

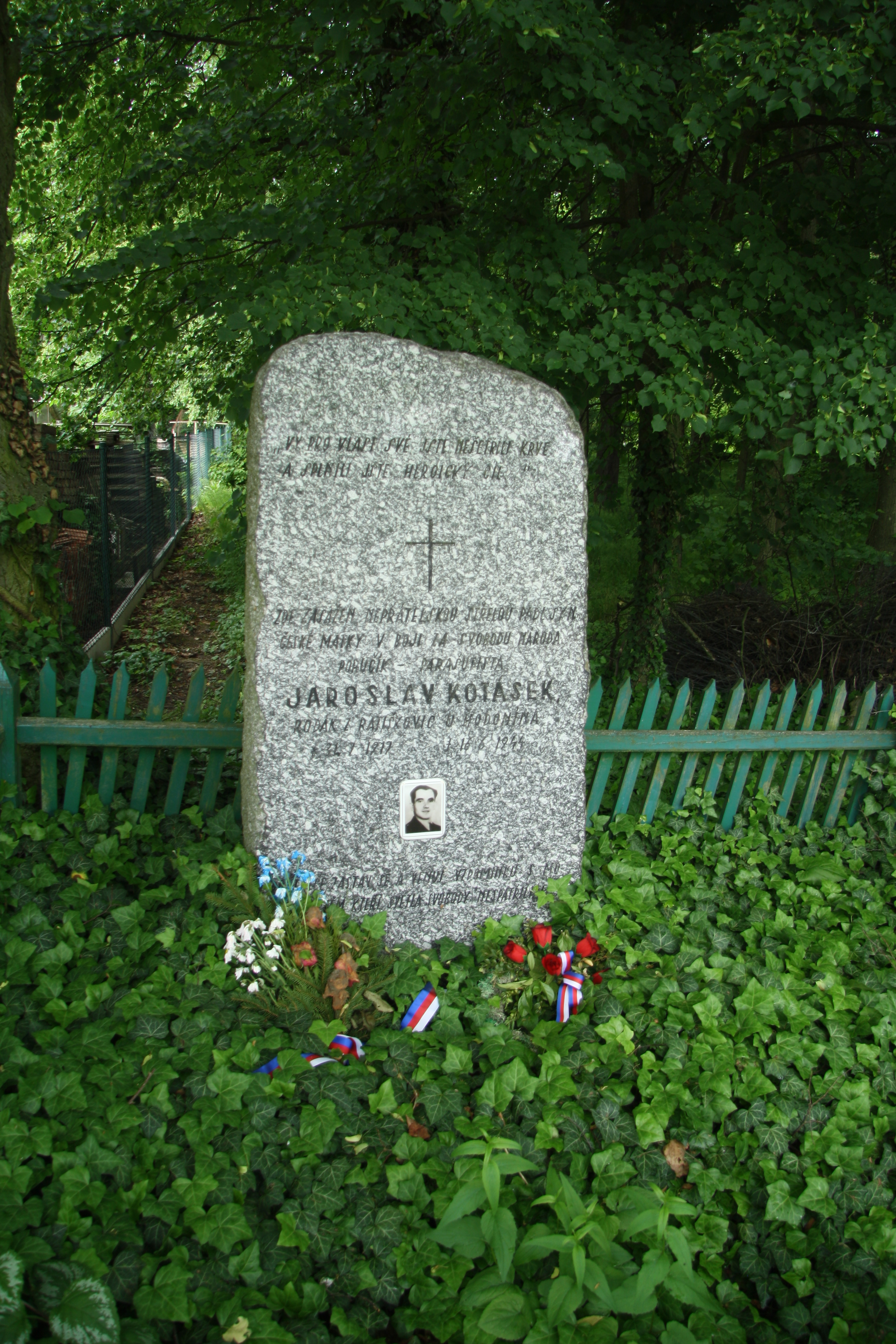
Památník Jaroslava Kotáska u Myslibořic

Jaroslav Kotásek (31. července 1917, Ratíškovice – 16. června 1944, Myslibořice) byl československý voják a příslušník výsadku Spelter.

## Mládí
Narodil se 31. července 1917 v Ratíškovicích v chudé rodině. Otec Matouš byl dělník, matka Františka, za svobodna Macháčková byla v domácnosti a z předcházejícího vztahu měla syna. Otec zemřel v roce 1921 na následky úrazu. Jaroslav měl nevlastního bratra a sestru.
V Ratíškovicích absolvoval obecnou školu a dva roky měšťanky v Hodoníně. Po absolvování Baťovy školy práce ve Zlíně absolvoval hornickou školu a nastoupil do dolu Tomáš vlastněného firmou Baťa. 1. března 1939 nastoupil základní vojenskou službu, ale po okupaci byl z armády propuštěn. Kvůli svému zapojení do odboje v řadách Obrany národa a hrozícímu zatčení musel opustit protektorát.

## V exilu
Stalo se to 31. prosince 1939. Přes Slovensko, Maďarsko a Jugoslávii se dostal do Francie, kde byl v Agde 6. března 1940 prezentován u československého zahraničního vojska. Zařazen byl k ženijní rotě 2. pěšího pluku. Bojů se nezúčastnil a po pádu Francie byl evakuován do Anglie, kam se dostal 7. července 1940. 28. října byl povýšen na svobodníka a postupně si doplňoval vzdělání.
Dne 19. září 1941 byl na vlastní žádost zařazen do výcviku pro plnění zvláštních úkolů. Od 19. září 1941 do října 1942 prošel základním sabotážním kurzem, parakurzem a vodním výcvikem, dále již v hodnosti četaře prodělal kurz práce s trhavinami a kurz průmyslové sabotáže. 1. února 1943 byl povýšen do hodnosti rotného. Koncem září 1943 byl zařazen do paraskupiny Spelter. Od 24. září 1943 do 4. února 1944 prodělal se svou skupino konspirační cvičení v Londýně, individuální přípravu a tělovýchovný kurz. Dne 13. dubna 1944 se přesunul do Itálie na vyčkávací stanici.

## Nasazení
5. května 1944 hodinu po půlnoci byl s ostatními příslušníky desantu vysazen nedaleko Kramolína u Třebíče. Poté, co velitel Chrastina skupinu opustil, převzal velení a desant převedl do úkrytu v Boňově. Zde budovali zpravodajskou síť. 16. června 1944 byl vinou zrady zastřelen gestapem. Jeho tělo bylo pitváno a zpopelněno v Brně.

## Po válce
1. prosince 1945 byl postupně povýšen až do hodnosti poručíka in memoriam. 18. července 1948 byl in memoriam povýšen do hodnosti nadporučíka pěchoty.
8. října 1945 mu byla v rodných Ratíškovicích odhalena pamětní deska.

## Vyznamenání
- 1944 –  Pamětní medaile československé armády v zahraničí se štítky Francie a Velká Británie
- 1945 –  Československý válečný kříž 1939